# Mtwara
Mtwara (portugiesisch Montewara) ist eine Hafenstadt am Indischen Ozean und die Hauptstadt des Distrikts Mtwara, der an der Grenze zu Mosambik im Süden Tansanias liegt.
Die Stadt hatte 2022 bei Volkszählung 140.793 Einwohner. Bei den früheren Zählung waren es 92.602 (2002) und 106.626 (2012) Einwohner. Zusammen mit dem historisch gewachsenen Vorort Mikindani bildet es die Verwaltungsgemeinschaft Mtwara-Mikindani City Council.
|                       | Jan   | Feb   | Mär   | Apr   | Mai  | Jun  | Jul  | Aug  | Sep  | Okt  | Nov  | Dez   |   |        |
| Mittl. Tagesmax. (°C) | 30,3  | 30,5  | 30,8  | 30,5  | 29,9 | 29,1 | 29,0 | 29,5 | 29,8 | 30,4 | 31,0 | 30,7  | ⌀ | 30,1   |
| Mittl. Tagesmin. (°C) | 23,2  | 23,2  | 22,7  | 22,2  | 20,8 | 19,0 | 18,4 | 18,2 | 18,3 | 19,9 | 21,5 | 22,9  | ⌀ | 20,8   |
|                       |       |       |       |       |      |      |      |      |      |      |      |       |   |        |
| Niederschlag (mm)     | 19,32 | 13,87 | 24,35 | 16,00 | 6,52 | 1,46 | 1,04 | 0,81 | 1,36 | 3,01 | 5,18 | 15,64 | Σ | 108,56 |
|                       |       |       |       |       |      |      |      |      |      |      |      |       |   |        |
| Regentage (d)         | 12    | 10    | 16    | 13    | 6    | 2    | 2    | 2    | 2    | 3    | 5    | 11    | Σ | 84     |

| 23,2 |

| 23,2 |

| 22,7 |

| 22,2 |

| 20,8 |

| 19,0 |

| 18,4 |

| 18,2 |

| 18,3 |

| 19,9 |

| 21,5 |

| 22,9 |

| 23,2 |

| 23,2 |

| 22,7 |

| 22,2 |

| 20,8 |

| 19,0 |

| 18,4 |

| 18,2 |

| 18,3 |

| 19,9 |

| 21,5 |

| 22,9 |

## Geschichte

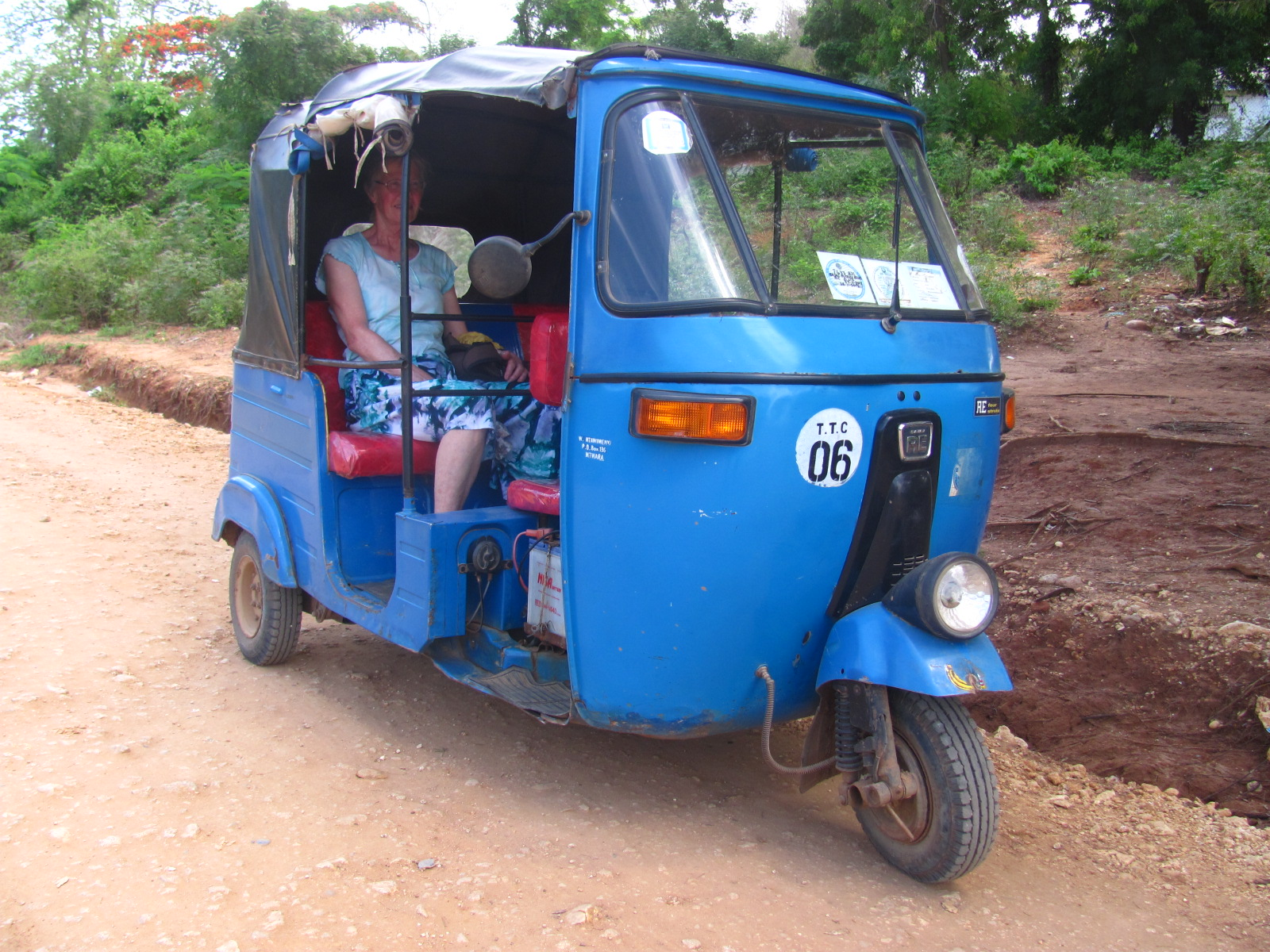
Eines der für den Personentransport mietbaren Bajajs, die als Alternative zu Taxis 2007 eingeführt wurden

Im Gebiet von Mtwara gab es seit 1934 die katholische Territorialabtei Ndanda.
An der Stelle des heutigen Hafens befand sich bis 1947 nur ein unbedeutendes Fischerdorf. Im Rahmen des fehlgeschlagenen Großprojektes Tanganyika Groundnut Scheme beschloss die britische Kolonialverwaltung im Februar 1947, große Teile des Hinterlandes als Agrarflächen zu nutzen und die landwirtschaftlichen Produkte über einen neu zu schaffenden Hafen im Süden Tansanias zu exportieren. Aufgrund der natürlichen Gegebenheiten fiel die Wahl des Hafenstandorts auf Mtwara. In der Folge wurden eine Stadt auf dem Reißbrett konzipiert und Bewohner aus dem Umland angesiedelt. Erklärtes Ziel war ein „zweites Mombasa“.
Als die Hafenanlagen 1950 fertiggestellt waren, stand das Groundnut Scheme bereits vor dem Bankrott, eine weitergehende Nutzung ergab sich nicht, sodass die Hafenanlagen verfielen und das Hafenbecken versandete. Die Einwohnerzahl sollte ursprünglich um 200.000 liegen, 1952 waren es etwa 35.000 Einwohner. Durch die Randlage in Tansania und die aufgrund des Bürgerkrieges lange geschlossene Grenze zu Mosambik kam die Entwicklung lange nicht in Gang. Mit Stand 2012 leben etwa 100.000 Einwohner in Mtwara.
1972 wurde die katholische Territorialabtei Ndanda zum Bistum Mtwara erhoben.
Erst Mitte der 1990er Jahre entstand durch die Intensivierung des Handels, die Verbesserung der Küstenstraße und die Einrichtung eines regelmäßigen Fährverkehrs über den Rovuma ein langsamer Aufschwung; die Einwohnerzahl stieg an und die Hafenanlagen wurden instand gesetzt. 2003 wurde die Mkapa-Brücke über den Rufiji-Fluss eröffnet und damit die Verkehrsverbindung mit Dar es Salaam erleichtert. Heute ist Mtwara ein wichtiger Standort im Sektor der tansanischen Erdgasproduktion. Seit etwa 2009 existiert ein modernes Gasturbinenkraftwerk, welches den wirtschaftlich armen Südosten in Tanzania mit Strom versorgen soll. Der „Goldgräberrausch“ ums Erdgas, potentielles Erdöl und viele mineralische Rohstoffvorkommen (u. a. Uran) hat die Lebenshaltungskosten ab etwa 2010 explosionsartig steigen lassen. Viele Explorationsfirmen aus aller Welt sind in der Gegend um Mtwara tätig.

## Infrastruktur
- Straßen: Mtwara ist der wichtigste Verkehrsknotenpunkt in Südost-Tansania. Es gibt mehrfach tägliche Überlandbusverbindungen nach Dar es Salaam über den im Ausbau befindlichen Coastal Highway. Seit der Eröffnung der Einheitsbrücke am 12. Mai 2010 besteht erstmals eine direkte Straßenverbindung in das Nachbarland.
- Hafen: Es existieren unregelmäßige Schiffsverbindungen. Der Fährverkehr über den Rovuma existiert nach dem Untergang der Fähre im Juli 2008 nicht mehr. Der Warenumschlag lag zwischen 69.000 Tonnen im Jahr 2018 und 964.000 Tonnen 2013 (Stand 2020).[4]
- Flughafen: Der Flughafen Mtwara im Westen der Stadt wird täglich von Air Tanzania oder Precision-Air angeflogen.[5]
- Unterkünfte: Für Geschäftsreisende und die (wenigen) Touristen stehen mehrere Hotels der Mittelklasse (nach internationalem Standard) zur Verfügung.

## Städtepartnerschaft
Seit 1986 besteht eine Partnerschaft mit der englischen Stadt Redditch.

## Söhne und Töchter der Stadt
- Nizar Khalfan (* 1988), tansanischer Fußballspieler